# Stephen Waddams
Stephen Waddams (Woking, 30 settembre 1942 – Toronto, 27 maggio 2023) è stato un giurista, insegnante di giurisprudenza inglese naturalizzato canadese.

## Biografia
Ha insegnato presso la Facoltà di giurisprudenza dell'Università di Toronto dal 1968. Si è laureato presso l'Università di Toronto, l'Università del Michigan e l'Università di Cambridge.
La specialità di Waddams è il diritto contrattuale ed ha pubblicato sette libri su di esso e altri argomenti di diritto privato. È stato eletto membro della Royal Society of Canada nel 1988. Dal 1988 al 1989 è stato professore in visita all'All Souls College, Università di Oxford. Da studente è stato redattore capo della Facoltà di giurisprudenza dell'Università di Toronto nel 1968.

## Pubblicazioni
- The Law of Contracts, 1977
- Introduction to the Study of Law, 1979
- The Law of Damages, 1983
- Dimensions of Private Law: Categories and Concepts in Anglo-American Reasoning, 2003
- Principles and Policy in Contract Law: Competing or Complementary Perspectives? (Cambridge University Press, 2011).
- Sanctity of Contracts in a Secular Age: Equity, Fairness and Enrichment (Cambridge University Press, 2019).